# Orimarga papuicola
Orimarga papuicola är en tvåvingeart som beskrevs av Alexander 1936. Orimarga papuicola ingår i släktet Orimarga och familjen småharkrankar. Inga underarter finns listade i Catalogue of Life.